# 肇州镇
肇州镇，是中华人民共和国黑龙江省大庆市肇州县下辖的一个乡镇级行政单位。

## 行政区划
肇州镇下辖以下地区：
爱国社区、团结社区、建设社区、和平社区、民主社区、繁荣社区、奋斗社区、平康社区、兴旺社区、安乐社区、幸福社区、五一新村、万宝村、新城村、民吉村、壮大村、中华村和肇安村。